# Kleef (grondmechanica)
Kleef is een term uit de grondmechanica en beschrijft een bepaald onderdeel van het draagvermogen van een heipaal bij paalfunderingen. Dit specifieke draagvermogen wordt bij kleefpalen ontleend aan de wrijving en adhesie van de grond langs de omtrek van de heipaal. Het draagvermogen van heipalen kan ook gebaseerd zijn op stuit. Hierbij staat de punt van de paal op een diep gelegen draagkrachtige zand- of steenlaag.
Bij omlaag gerichte belasting vormt de puntweerstand ('stuit') of de kleef het draagvermogen van de paal. 
Een funderingspaal die zijn draagvermogen geheel ontleent aan de kleef heet "kleefpaal", of "een paal op kleef".
Onder bepaalde omstandigheden, bijvoorbeeld bij verlaging van de grondwaterstand door een grondwateronttrekking of verdroging, kan zich een negatieve kleef ontwikkelen, doordat zakkende (inklinkende) grond aan de paal gaat hangen en een extra belasting vormt. Dit kan leiden tot verzakking van de constructie.
Het draagvermogen van de grond wordt in Nederland vrijwel uitsluitend bepaald met behulp van sonderingen.